# Vườn quốc gia Dãy núi Tumucumaque
Vườn quốc gia Dãy núi Tumucumaque (tiếng Bồ Đào Nha: Parque Nacional Montanhas do Tumucumaque; phát âm tiếng Bồ Đào Nha: [tumukuˈmaki]) là một vườn quốc gia nằm ở tây bắc Brasil trong khu vực rừng mưa Amazon thuộc bang Amapá. Vườn quốc gia này giáp với Guyana thuộc Pháp và Suriname.

## Lịch sử
Khu vực này được công bố là vườn quốc gia ngày 23 tháng 8 năm 2002, với sự hợp tác giữa chính phủ Brasil và Tổ chức Quốc tế về Bảo tồn Thiên nhiên. Đây là một phần của Hành lang Đa dạng sinh học Amapá được thành lập vào năm 2003.

## Địa lý
Vườn quốc gia này có diện tích 38.800 kilômét vuông (14.980 dặm vuông Anh) khiến nó là vườn quốc gia rừng nhiệt đới lớn nhất thế giới, rộng hơn cả diện tích của nước Bỉ. Nếu cộng cả Vườn quốc gia Guyane của Guyane thuộc Pháp giáp ranh vào nữa thì tạo thành khu vực tự nhiên có diện tích 59.000 kilômét vuông (22.780 dặm vuông Anh). Phần lớn động vật ở đây là cá và chim nước không có ở nơi khác trên thế giới. Sự kết hợp các khu vực được bảo vệ này vẫn nhỏ hơn hệ thống ba vườn quốc gia ở biên giới Brazil-Venezuela, nơi có vườn quốc gia Parima Tapirapecó, Serranía de la Neblina và Pico da Neblina kết hợp tạo thành khu vực được bảo vệ có diện tích lên tới 73.000 kilômét vuông (28.190 dặm vuông Anh). Nhưng nó vẫn nhỏ hơn nếu Tumucumaque và Guyane kết hợp cùng với các khu bảo tồn lân cận lớn ở phía bắc Pará bao gồm hai khu bảo tồn nghiêm ngặt Trạm sinh thái Grão-Pará, Khu bảo tồn sinh học Maicuru và một số khu vực tự nhiên khác trở thành một trong những hành lang sinh thái được bảo vệ tốt nhất và lớn nhất trong các khu rừng mưa nhiệt đới trên thế giới. Đây là một khu vực không có người ở và có giá trị sinh thái cao, hầu hết các loài động vật của nó, chủ yếu là cá và chim thủy sinh không được tìm thấy ở bất kỳ nơi nào khác trên thế giới. Một số loài quan trọng khác gồm báo đốm, các loài Linh trưởng, rùa và đại bàng châu Mỹ.